# Funiculaire d'Artxanda
Le funiculaire d'Artxanda est un funiculaire situé à Bilbao en province de Biscaye dans le Pays Basque espagnol. 
Il permet d'accéder aux collines d'Artxanda depuis la ville. Inauguré en 1915, il constitue l'une des attractions principales de Bilbao permettant aux personnes d'admirer le panorama sur la ville.

## Description de la ligne
La ligne du funiculaire est longue de 770 mètres pour une dénivelée de 226 mètres et sa pente maximale est de 45%. La durée du trajet est d'environ 3 minutes avec un départ toutes les 15 minutes.
La gare aval est située à seulement 15 mètres d'altitude dans le quartier de Matico-Ciudad Jardin dans le district d'Uribari. La station Eusko Tren de Matiko est située à proximité.
La gare amont est située sur le plateau de la colline d'Artxanda à 240 mètres d'altitude. Elle abrite la partie motrice de l'installation. et donne accès au panorama sur la ville de Bilbao.